# Sollevamento pesi ai Giochi della XXX Olimpiade - 58 kg femminile
Le gare di sollevamento pesi della categoria fino a 58 kg femminile dei giochi olimpici di Londra 2012 si sono svolte il 30 luglio 2012 presso l'ExCeL Exhibition Centre.

## Programma
Tutti gli orari sono British Summer Time (UTC+1)
| Data                   | Ora   | Gruppo   |
| ---------------------- | ----- | -------- |
| Lunedì, 30 luglio 2012 | 12:30 | Gruppo B |
| Lunedì, 30 luglio 2012 | 15:30 | Gruppo A |

## Record
Prima della competizione, i record olimpici e mondiali erano i seguenti:
| Record mondiale | Strappo | Chen Yanqing Cina | 111 kg | 3 dicembre 2006 Doha, Qatar  |
| Record mondiale | Slancio | Qiu Hongmei Cina  | 141 kg | 23 aprile 2007 Tai'an, Cina  |
| Record mondiale | Totale  | Chen Yanqing Cina | 251 kg | 3 dicembre 2006 Doha, Qatar  |
| Record olimpico | Strappo | Chen Yanqing Cina | 107 kg | 16 agosto 2004 Atene, Grecia |
| Record olimpico | Slancio | Chen Yanqing Cina | 138 kg | 11 agosto 2008 Pechino, Cina |
| Record olimpico | Totale  | Chen Yanqing Cina | 244 kg | 11 agosto 2008 Pechino, Cina |

Durante la competizione sono stati battuti i seguenti record:
| Record          | Evento  | Atleta          | Valore | Data      |
| --------------- | ------- | --------------- | ------ | --------- |
| Record olimpico | Strappo | Li Xueying Cina | 108 kg | 30 luglio |
| Record olimpico | Totale  | Li Xueying Cina | 246 kg | 30 luglio |

## Risultati
Il 13 luglio 2016, il Comitato Olimpico Internazionale ha annunciato la sua squalifica di Yuliya Kalina dopo che i suoi campioni delle Olimpiadi del 2012 sono stati rianalizzati e sono risultati positivi al dehydrochlormethyltestosterone, uno steroide anabolizzante. Di conseguenza Kalina è stata privata della medaglia di bronzo, riassegnata alla quarta classificata Rattikan Gulnoi, e i suoi risultati annullati.
| Pos. | Atleta                    | Gruppo | Peso  | Strappo (kg) | Strappo (kg) | Strappo (kg) | Strappo (kg) | Slancio (kg) | Slancio (kg) | Slancio (kg) | Slancio (kg) | Totale | Note            |
| Pos. | Atleta                    | Gruppo | Peso  | 1            | 2            | 3            | Risultato    | 1            | 2            | 3            | Risultato    | Totale | Note            |
| ---- | ------------------------- | ------ | ----- | ------------ | ------------ | ------------ | ------------ | ------------ | ------------ | ------------ | ------------ | ------ | --------------- |
| 1    | Li Xueying (CHN)          | A      | 57,98 | 105          | 105          | 108          | 108          | 133          | 138          | 144          | 138          | 246    | Record olimpico |
| 2    | Pimsiri Sirikaew (THA)    | A      | 57,76 | 100          | 103          | 103          | 100          | 131          | 136          | 140          | 136          | 236    |                 |
| 3    | Rattikan Gulnoi (THA)     | A      | 57,71 | 98           | 100          | 100          | 100          | 130          | 134          | 136          | 134          | 234    |                 |
| 4    | Jong Chun-Mi (PRK)        | A      | 57,63 | 101          | 103          | 103          | 101          | 130          | 134          | 134          | 130          | 231    |                 |
| 5    | Anastasija Novikava (BLR) | A      | 57,94 | 103          | 106          | 108          | 103          | 127          | 127          | 133          | 127          | 230    |                 |
| 6    | Kuo Hsing-chun (TPE)      | A      | 56,95 | 99           | 101          | 102          | 99           | 129          | 133          | 133          | 129          | 228    |                 |
| 7    | Alexandra Escobar (ECU)   | B      | 57,48 | 100          | 100          | 103          | 103          | 123          | 127          | 127          | 123          | 226    |                 |
| 8    | Jackelina Heredia (COL)   | A      | 57,86 | 98           | 100          | 101          | 100          | 125          | 125          | 125          | 125          | 225    |                 |
| 9    | Romela Begaj (ALB)        | A      | 57,94 | 101          | 105          | 105          | 101          | 115          | 121          | 121          | 115          | 216    |                 |
| 10   | Zoe Smith (GBR)           | B      | 57,97 | 90           | 93           | 93           | 90           | 116          | 121          | 121          | 121          | 211    |                 |
| 11   | Christin Ulrich (GER)     | B      | 57,40 | 88           | 91           | 93           | 93           | 110          | 114          | 116          | 114          | 207    |                 |
| 12   | Yang Eun-Hye (KOR)        | B      | 57,93 | 83           | 87           | 87           | 87           | 108          | 113          | 116          | 113          | 200    |                 |
| 13   | Bediha Tunadağı (TUR)     | B      | 57,34 | 84           | 87           | 87           | 87           | 103          | 107          | 107          | 107          | 194    |                 |
| 14   | Annie Moniqui (CAN)       | B      | 57,91 | 85           | 85           | 88           | 85           | 105          | 105          | 105          | 105          | 190    |                 |
| 15   | Jenly Tegu Wini (SOL)     | B      | 57,43 | 65           | 69           | 69           | 65           | 90           | 93           | 95           | 95           | 160    |                 |
| —    | Hidilyn Diaz (PHI)        | B      | 57,70 | 92           | 97           | 97           | 97           | 118          | 118          | 118          | —            | —      |                 |
| —    | Lina Rivas (COL)          | A      | 57,73 | 100          | 103          | 103          | 103          | 120          | 120          | 120          | —            | —      |                 |
| DSQ  | Julija Kalina (UKR)       | A      | 57,60 | 101          | 104          | 106          | 106          | 123          | 127          | 129          | 129          | 235    | Doping          |
| DSQ  | Bojanka Kostova (AZE)     | A      | 56,93 | 100          | 103          | 105          | 105          | 124          | 124          | 128          | 128          | 233    | Doping          |